# Чемпионат Европы по футболу 2005 среди юношей до 17 лет
Чемпионат Европы по футболу 2005 года среди юношей не старше 17 лет — 23-й чемпионат Европы, проводившийся среди юниоров (4-й чемпионат, проводившийся среди игроков не старше 17 лет) в Италии с 3 по 14 мая 2005 года. В турнире приняли участие восемь команд: сборная Италии на правах страны-хозяйки и ещё семь команд, прошедших квалификацию.
Чемпионский титул завоевала сборная Турции, который стал для неё вторым (первый титул был завоёван в 1994 году), а её игроки Нури Шахин и Тевфик Кёзе получили призы лучшего игрока турнира и лучшего бомбардира соответственно. Сборная Белоруссии, которая была единственной сборной из стран бывшего СССР, прекратила борьбу уже на стадии группового этапа, но сумела обыграть хозяев турнира.

## Составы
В состав каждой сборной входило 18 игроков, каждый из которых родился после 1 января 1988 года.

## Групповой этап

### Группа A
| Команды  | И | В | Н | П | ГЗ | ГП | РЗ | О |
| -------- | - | - | - | - | -- | -- | -- | - |
| Италия   | 3 | 2 | 0 | 1 | 2  | 1  | +1 | 6 |
| Турция   | 3 | 2 | 0 | 1 | 8  | 4  | +4 | 6 |
| Англия   | 3 | 1 | 0 | 2 | 6  | 4  | +2 | 3 |
| Беларусь | 3 | 1 | 0 | 2 | 2  | 9  | -7 | 3 |

| Беларусь | 0 – 4   | Англия                                                           |
| -------- | ------- | ---------------------------------------------------------------- |
|          | (отчёт) | 19′ Майлз Уэстон · 44′, 55′ Хоган Эфрэйм · 69′ (пен.) Джо Гарнер |

| Италия       | 1 – 0   | Турция |
| ------------ | ------- | ------ |
| Руссотто 50′ | (отчёт) |        |

| Италия | 0 – 1   | Беларусь   |
| ------ | ------- | ---------- |
|        | (отчёт) | 57′ Кислый |

| Турция                    | 3 – 2   | Англия              |
| ------------------------- | ------- | ------------------- |
| Кёзе 21′, 32′ · Шахин 71′ | (отчёт) | 41′, 60′ Джо Гарнер |

| Англия | 0 – 1   | Италия              |
| ------ | ------- | ------------------- |
|        | (отчёт) | 35′ (пен.) Руссотто |

| Турция                                      | 5 – 1   | Беларусь    |
| ------------------------------------------- | ------- | ----------- |
| Кёзе 38′ (пен.), 44′, 66′ · Йылмаз 67′, 69′ | (отчёт) | 50′ Сиваков |

### Группа B
| Команды    | И | В | Н | П | ГЗ | ГП | РЗ | О |
| ---------- | - | - | - | - | -- | -- | -- | - |
| Хорватия   | 3 | 2 | 1 | 0 | 11 | 6  | +5 | 7 |
| Нидерланды | 3 | 1 | 2 | 0 | 4  | 3  | +1 | 5 |
| Швейцария  | 3 | 1 | 1 | 1 | 5  | 5  | 0  | 4 |
| Израиль    | 3 | 0 | 0 | 3 | 3  | 9  | -6 | 0 |

| Израиль | 0 – 3   | Швейцария                                 |
| ------- | ------- | ----------------------------------------- |
|         | (отчёт) | 13′ Беким Халими · 42′ Гаши · 48′ Ракитич |

| Хорватия                              | 2 – 2   | Нидерланды                                    |
| ------------------------------------- | ------- | --------------------------------------------- |
| Калинич 29′ · Стипе Бачелич-Гргич 67′ | (отчёт) | 81′ Нильс Ворторен · 84′ Мартийн ван дер Лаан |

| Швейцария | 0 – 0   | Нидерланды |
| --------- | ------- | ---------- |
|           | (отчёт) |            |

| Израиль                          | 2 – 4   | Хорватия                                                        |
| -------------------------------- | ------- | --------------------------------------------------------------- |
| Кайал 40′ · Маор Бар Бузагло 47′ | (отчёт) | 42′, 69′ Дамир Видович · 67′ (авт.) Ашер Тоби · 79′ Гргур Радош |

| Нидерланды                 | 2 – 1   | Израиль           |
| -------------------------- | ------- | ----------------- |
| Сарпонг 37′ · Бисесвар 65′ | (отчёт) | 7′ Томмар Снаппир |

| Швейцария                            | 2 – 5   | Хорватия                                                                                     |
| ------------------------------------ | ------- | -------------------------------------------------------------------------------------------- |
| Беким Халими 28′ · Ловрен 60′ (авт.) | (отчёт) | 50′, 77′ (пен.) Калинич · 53′ Харис Мехмедагич · 68′ Дамир Видович · 79′ (авт.) Ремо Стаубли |

## Плей-офф

### Полуфиналы
| Италия | 0 – 1   | Нидерланды           |
| ------ | ------- | -------------------- |
|        | (отчёт) | 89′ Мельвин Заальман |

| Хорватия        | 1 – 3   | Турция                                     |
| --------------- | ------- | ------------------------------------------ |
| Гргур Радош 69′ | (отчёт) | 26′, 61′ Ёзгуркан Ёзкан · 73′ Мурат Дуруэр |

### Матч за 3-е место
| Италия                               | 2 – 1 (д.в.) | Хорватия    |
| ------------------------------------ | ------------ | ----------- |
| Де Сильвестри 59′ · Ди Дженнаро 102′ | (отчёт)      | 60′ Калинич |

### Финал
| Нидерланды | 0 – 2   | Турция                |
| ---------- | ------- | --------------------- |
|            | (отчёт) | 46′ Йылмаз · 51′ Кёзе |

| Чемпионы Европы 2005 года среди юношей не старше 17 лет Турция 2-й раз |